# Elizabeth De Razzo
Elizabeth De Razzo (née Elizabeth Rodriguez le 27 décembre 1980 à Laredo) est une actrice américaine.

## Filmographie
- 2005 : Cold Case (série télévisée) : Shirley
- 2007 : Urgences (série télévisée) : la femme
- 2009 : United States of Tara (série télévisée) : la serveuse en colère
- 2010 : Southland (série télévisée) : la petite amie
- 2010-2013 : Kenny Powers (Eastbound & Down) (série télévisée) : Maria
- 2014 : Market Hours (court métrage) : la gardienne
- 2014 : Lemonade Stand (série télévisée) : Stacey Molina
- 2015 : Les 33 : Susana Valenzuela
- 2016 : The Greasy Strangler (en) : Janet
- 2014-2016 : Idiotsitter (série télévisée) : Joy
- 2017 : Frat Pack : Fatima
- 2017 : Lemon : Rosa
- 2018 : A Boy Called Sailboat : Meyo
- 2018 : Vida (série télévisée) : Yoli
- 2018 : 818 : Rosa